# Empis pulchra
Empis pulchra är en tvåvingeart som beskrevs av Saigusa 1964. Empis pulchra ingår i släktet Empis och familjen dansflugor. Inga underarter finns listade i Catalogue of Life.